# Louejoki (vattendrag, lat 66,15, long 25,00)
Louejoki är ett vattendrag i Finland.   Det ligger i landskapet Lappland, i den norra delen av landet, 700 km norr om huvudstaden Helsingfors.